# Henriette Lagou
Henriette Adjoua Lagou (22 de junho de 1959) é uma política da Costa do Marfim que foi Ministra dos Assuntos Sociais e posteriormente, Ministra para Pessoas com Deficiências. Ela foi a primeira mulher da Costa do Marfim a concorrer à presidência da República da Costa do Marfim, nas eleições presidenciais de 2015 na Costa do Marfim.

## Juventude e carreira
Lagou nasceu em Daoukro. O seu marido foi um ministro de governo com quem ela teve uma filha. Frequentou a Escola Nacional de Administração (ENA) de Abidjan e a Escola Superior de Segurança Social. Entre 2000 e 2003, foi Ministra dos Assuntos Sociais e posteriormente transferida para o Ministério das Pessoas com Deficiência. Ela fundou um partido político Renouveau pour la Paix et la Concorde e tornou-se na presidente do partido. Ela concorreu ao cargo de presidente da Costa do Marfim pelo partido político, conseguindo apenas 12.398 votos ou 0,89% do total de votos.